# Чаво з восьмого

Логотип серіалу, виконаний шрифтом Glaser Babyteeth

Чаво з восьмого (ісп. El Chavo del 8) — мексиканський телесеріал, створений Роберто Гомесом Боланьосом.Він транслювався з 20 червня 1971 року по 1 січня 1980 року.